# Wadern
Wadern är en stad i Landkreis Merzig-Wadern i förbundslandet Saarland i Tyskland.
Kommunen bildades 1 januari 1974 genom en sammanslagning av de tidigare kommunerna Bardenbach, Büschfeld, Buweiler-Rathen, Dagstuhl, Gehweiler, Kostenbach, Krettnich, Lockweiler, Morscholz, Münchweiler, Niederlöstern, Noswendel, Nunkirchen, Oberlöstern, Steinberg, Wadern, Wadrill och Wedern i den nya kommunen Wadern. Kommunen fick stadsrättighet 1 juli 1978.